# Mike Bouchet
Pour les articles homonymes, voir Bouchet.
Mike Bouchet, né le 1er septembre 1970 à Castro Valley en Californie. Il est un artiste multimédia contemporain. Il interroge les processus et les structures sociales dans son travail sous différentes formes, notamment des peintures, des sculptures, des installations, des actions, des performances et des vidéos. Sa pratique artistique sur des questions sociales et politiques s’intéresse à la propriété, au consumérisme, au capitalisme, au sexe, et explore ainsi son propre rôle d’artiste. Il vit et travaille à Francfort-sur-le-Main en Allemagne.

## Biographie
Mike Bouchet est né en 1970. C'est un designer qui travaille à partir de matériaux recyclables essentiellement.

## Expositions
2011
- Galerie Vallois, Paris[1]

2010
- Sir Walter Scott, Schirn Kunsthalle, Frankfurt am Main, Allemagne

2009
- Watershed, Biennale de Venise, Venise, Italie

2008
- Canburger, Galerie Georges-Philippe et Nathalie Vallois, Paris, France
- 16x9 Action Film, Film, Présentation privée à La Pagode, Galerie Georges-Philippe et Nathalie Vallois, Paris, France
- Raging Control, Maccarone Inc. New York, États-unis
- Central de Arte Contemporaneo, Guadalajara, Mexique
- Producer Cuts, Galerie Parisa Kind, Francfort sur le Main, Allemagne

2007
- Wall and Floor-Shitrock and Tapestry Cartoons, The Box, Los Angeles, États-unis
- Current Jacuzzi / Reich Room, MC Kunst, Los Angeles, États-unis
- Reaction Time, Circus Gallery, Los Angeles, États-unis
- 16x9 Action Film, Présentation privée au MOCA, Los Angeles, États-unis
- Almost every city in the world, Project Room, Galerie Georges-Philippe et Nathalie Vallois, Paris, France

2006
- Recent jacuzzis / Almost every city in the world, Galerie Michael Neff, Francfort sur le Main, Allemagne

2005
- Top, Back and Bottom of Mind, Awareness, Maccarone Inc., New York, États-unis
- Der soziographische Blick. 10. Mike Bouchet, New Jacuzzis - Carmen Electra, Tatjana Gsell, K. Lagerfeld, Jude Law, Robert Mugabe, Jack Welch, Kunstraum Innsbruck, Innsbruck, Autriche

2004
- Carpe Denim, Galerie Michael Neff, Francfort sur le Main, Allemagne

2003
- Overhead Baggage. Treatment, Maccarone Inc. New York, États-unis

1999
- Business on Sunset, BOSS Exhibitions, Los Angeles, États-unis

1993
- Untitled solo exhibition, AB Gallery, Los Angeles, États-unis